# Noëlle Roger
Noëlle Roger, de son vrai nom Hélène Dufour, née le 25 septembre 1874 à Genève et morte le 14 octobre 1953 à Genève, est une romancière et journaliste suisse. Elle écrit de nombreux romans d'anticipation, souvent pessimistes et critiques envers la société. Le plus connu est Le Soleil enseveli, de 1928, qui conte la résurgence de l'Atlantide.

## Biographie
Sa mère, Fanny Bordier, est la fille de Henri Léonard Bordier. Son père Théophile Dufour est un juriste et un historien connu pour ses études sur Calvin et Rousseau.
Dès son enfance, Hélène Dufour écrit des poèmes et s'intéresse à la peinture. Elle décide de devenir écrivain. En 1896, elle écrit son premier roman Larmes d'enfant sous le pseudonyme Noëlle Roger. Ce nom est dérivé du prénom inversé de son frère Léon et le prénom de son frère plus jeune Roger. Elle s'engage ensuite à Londres dans le journalisme. Elle se marie en 1900 avec l'anthropologue et ethnographe Eugène Pittard. Elle voyage en Albanie et en Turquie et écrit sur ses voyages. Lorsque la Première Guerre mondiale éclate, elle prend la profession d'infirmière et aide les soldats blessés à l'Hôpital 101 de Lyon. Elle rapporte les paroles des blessés qu'elle y rencontre dans des carnets qui seront publiés en 1915 (Les carnets d'une infirmière). Dans ses romans et notes, elle décrit la guerre. 
À partir des années 1920, Noëlle Roger construit une œuvre conjecturale importante, qualitativement et quantitativement, qui lui occasionnera une renommée durable. Neuf romans abordent successivement les thèmes du cataclysme planétaire (Le Nouveau Déluge, 1922), du surhomme (Le Nouvel Adam, 1924), de la clairvoyance (Celui qui voit, 1926), de l'hérédité psychologique (L'Hôte invisible, 1926), du livre assassin (Le Livre qui fait mourir, 1927), de l'Atlantide (Le Soleil enseveli, 1928), de la captation de la pensée humaine au moyen d'un appareil (Le Chercheur d'ondes, 1931), de la résurrection des morts (Le Nouveau Lazare, 1935), ou de la survivance d'hommes préhistoriques (La Vallée perdue, 1939). Elle y développe une pensée pessimiste commune à de nombreuses productions de l'époque : l'homme est incapable de maîtriser les progrès de la science, l'âge d'or de l'humanité est révolu.
Dans les années 1940, elle rapporte sur le monde des enfants. De même, elle publie des biographies sur Jean-Jacques Rousseau, Madame de Staël et Henry Dunant.

## Ouvrages

### Œuvres de fiction
- Larmes d'enfant (s.d.)
- Le Sculpteur de Christs (1902), nouvelles
- Docteur Germaine (1904)
- L’Impossible Oubli (1907)
- Nos mensonges (1900-1909)
- De l'un à l'autre amour (1912)
- Figures de héros (1916)
- Le Nouveau Déluge (1922), Texte en ligne à la BNR
- Le Nouvel Adam (1924) Texte en ligne à la BNR
- Celui qui voit (1926) Texte en ligne à la BNR
- L'Hôte invisible (1926), Texte en ligne à la BNR
- Le Livre qui fait mourir (1927), Texte en ligne à la BNR
- Le Soleil enseveli (1928), Texte en ligne à la BNR
- Princesse de lune (1929)
- Les Amours de Corinne (1930)
- L'Enlèvement d'Europe (1930), coécrit avec Georges Oltramare
- Le Chercheur d'ondes (1931), Texte en ligne à la BNR
- Le Nouveau Lazare (1933), Texte en ligne à la BNR
- Jean-Jacques : le promeneur solitaire (1933)
- La Vallée perdue (1939), Texte en ligne à la BNR
- Au seuil de l'invisible (1949), nouvelles Texte en ligne à la BNR

### Ouvrages journalistiques et essais
- Apaisement (1914)
- La Route de l'Orient. Premier contact avec l'âme turque (1914)
- Les Carnets d'une infirmière (1915)
- Le Carnet d'un témoin : Le Passage des évacués à travers la Suisse (1915)
- Le Feu sur la montagne, journal d'une mère, 1914-1915 (1915)
- Le Carnet d'un témoin : Le Train des grands blessés... (1916)
- Le Cortège des victimes, les rapatriés d'Allemagne, 1914-1916 (1917)
- Terres dévastées et cités mortes... (1919)
- En Asie Mineure. La Turquie du Ghazi (1930). Préface de Gabriel Hanotaux.
- Souvenirs sur le “Père des Turcs” (1934-1944)
- Une lumière sur le monde : la Croix-rouge internationale (1940)
- L'Enfant cet inconnu (1941)

## Honorifique
- 1925 - Prix d’Académie de l’Académie française
- 1935 - Prix d’Académie de l’Académie française
- 1948 - Prix de la langue-française de l'Académie française[4]

## Archives
Fonds : Papiers Noëlle Roger (1881-1952) [9,6 mètres linéaires, papiers personnels, correspondances, œuvres, papiers scientifiques ou littéraires, carnets de voyages, agendas, coupures de presse].  Cote : CH-000007-9 CH BGE Ms. fr. 6161-6272. Genève : Bibliothèque de Genève (présentation en ligne).